# Parenthood (ER)
Parenthood is de vierde aflevering van het dertiende seizoen van de televisieserie ER, die voor het eerst werd uitgezonden op 12 oktober 2006.

## Verhaal
Dr. Lockhart gaat met haar zoon deelnemen aan een zogenaamde mamaklas. Daar ontmoet zij een groep kindermeisjes en na het horen van hun ervaringen in kinderopvoeding verandert dit haar inzicht in kinderzorg. 
Dr. Pratt krijgt die dag zijn vuurdoop in het leiden van de SEH. Hij moet diverse trauma's en studenten tegelijkertijd begeleiden, waaronder dr. Gates die hem tot wanhoop drijft. Dr. Gates voert alleen een gevaarlijke behandeling uit en weigert nog steeds de dossiers bij te werken, dit tot grote woede van dr. Pratt.
Dr. Rasgotra krijgt een nieuwe studente onder haar op de afdeling chirurgie. Ondertussen helpt zij dr. Pratt wanneer hij een cruciale fout maakt.
Taggart ontdekt dat haar zoon Alex er een vreemde hobby op na houdt.
Dr. Morris wordt aangezien voor een  kindermisbruiker. Gelukkig voor hem wordt dit later ontzenuwt. 
Dr. Kovac behandelt een opa en zijn kleinzoon die gewond zijn geraakt door een kettingzaag. 

## Rolverdeling

### Hoofdrollen
- Goran Višnjić - Dr. Luka Kovac
- Maura Tierney - Dr. Abby Lockhart
- Mekhi Phifer - Dr. Gregory Pratt
- Parminder Nagra - Dr. Neela Rasgrota
- John Stamos - Dr. Tony Gates
- Shane West - Dr. Ray Barnett
- Scott Grimes - Dr. Archie Morris
- J.P. Manoux - Dr. Dustin Crenshaw
- Linda Cardellini - verpleegster Samantha Taggart
- Dominic Janes - Alex Taggart
- Laura Cerón - verpleegster Chuny Marquez
- Yvette Freeman - verpleegster Haleh Adams
- Michelle Bonilla - ambulancemedewerker Christine Harms
- Louie Liberti - ambulancemedewerker Bardelli
- Paula Malcomson - Meg Riley
- Chloe Greenfield - Sarah Riley
- Busy Philipps - Hope Bobeck
- Glenn Plummer - Timmy Rawlins
- Sara Gilbert - Jane Figler
- Malaya Rivera Drew - Katey Alvaro

### Gastrollen (selectie)
- Liz Burnette - Dr. Maya Tenison
- J.R. Cacia - Ogilvie
- Joaine Hendrix - Brinn
- Madison Mason - Clive King
- Aaron McPherson - Dennis King
- Lara Steinick - Irene King
- Christopher Amitrano - politieagent Hollis
- Carrie Armstrong - instructrice